# Alex & Co./Episodenliste
Diese Episodenliste enthält alle Episoden der italienischen Jugend-Dramedy Alex & Co., sortiert nach der italienischen Erstausstrahlung. Die Fernsehserie umfasst drei Staffeln mit 51 Episoden sowie vier Spezialfolgen.

## Übersicht
| Staffel       | Episoden | Erstausstrahlung in Italien (Disney Channel) | Erstausstrahlung in Italien (Disney Channel) | Erstveröffentlichung in Deutschland (Disney Channel) | Erstveröffentlichung in Deutschland (Disney Channel) |
| Staffel       | Episoden | Staffelpremiere                              | Staffelfinale                                | Staffelpremiere                                      | Staffelfinale                                        |
| ------------- | -------- | -------------------------------------------- | -------------------------------------------- | ---------------------------------------------------- | ---------------------------------------------------- |
| 1             | 13       | 11. Mai 2015                                 | 27. Mai 2015                                 | 24. April 2016                                       | 3. Juli 2016                                         |
| 2             | 18       | 27. September 2015                           | 29. November 2015                            | 25. Juli 2016                                        | 17. August 2016                                      |
| 3             | 20       | 24. September 2016                           | 18. Februar 2017                             | 25. Januar 2019 (nur Disney Channel App)             | 15. Februar 2019 (nur Disney Channel App)            |
| Spezialfolgen | 4        | 26. Juni 2017                                | 29. Juni 2017                                | –                                                    | –                                                    |

## Staffel 1
Die Erstausstrahlung der ersten Staffel erfolgte von 11. Mai 2015 bis 27. Mai 2015 auf dem  italienischen Sender Disney Channel. Die deutschsprachige Erstausstrahlung der ersten Staffel erfolgte von 24. April 2016 bis 3. Juli 2016 auf dem Disney Channel.
| Nr. (ges.) | Nr. (St.) | Deutscher Titel | Originaltitel | Erstausstrahlung Italien | Deutschsprachige Erstausstrahlung (D/A/CH) |
| ---------- | --------- | --------------- | ------------- | ------------------------ | ------------------------------------------ |
| 1          | 1         | Folge 1         | Episodio 1    | 11. Mai 2015             | 24. Apr. 2016                              |
| 2          | 2         | Folge 2         | Episodio 2    | 12. Mai 2015             | 22. Mai 2016                               |
| 3          | 3         | Folge 3         | Episodio 3    | 13. Mai 2015             | 29. Mai 2016                               |
| 4          | 4         | Folge 4         | Episodio 4    | 14. Mai 2015             | 29. Mai 2016                               |
| 5          | 5         | Folge 5         | Episodio 5    | 15. Mai 2015             | 5. Juni 2016                               |
| 6          | 6         | Folge 6         | Episodio 6    | 18. Mai 2015             | 5. Juni 2016                               |
| 7          | 7         | Folge 7         | Episodio 7    | 19. Mai 2015             | 12. Juni 2016                              |
| 8          | 8         | Folge 8         | Episodio 8    | 20. Mai 2015             | 12. Juni 2016                              |
| 9          | 9         | Folge 9         | Episodio 9    | 21. Mai 2015             | 19. Juni 2016                              |
| 10         | 10        | Folge 10        | Episodio 10   | 22. Mai 2015             | 19. Juni 2016                              |
| 11         | 11        | Folge 11        | Episodio 11   | 25. Mai 2015             | 26. Juni 2016                              |
| 12         | 12        | Folge 12        | Episodio 12   | 26. Mai 2015             | 26. Juni 2016                              |
| 13         | 13        | Folge 13        | Episodio 13   | 27. Mai 2015             | 3. Juli 2016                               |

## Staffel 2
Die Erstausstrahlung der zweiten Staffel erfolgte von 27. September 2015 bis 29. November 2015 auf dem  italienischen Sender Disney Channel. Die deutschsprachige Erstausstrahlung der zweiten Staffel erfolgte von 25. Juli 2016 bis 17. August 2016 auf dem Disney Channel.
| Nr. (ges.) | Nr. (St.) | Deutscher Titel | Originaltitel | Erstausstrahlung Italien | Deutschsprachige Erstausstrahlung (D/A/CH) |
| ---------- | --------- | --------------- | ------------- | ------------------------ | ------------------------------------------ |
| 14         | 1         | Folge 14        | Episodio 1    | 27. Sep. 2015            | 25. Juli 2016                              |
| 15         | 2         | Folge 15        | Episodio 2    | 4. Okt. 2015             | 26. Juli 2016                              |
| 16         | 3         | Folge 16        | Episodio 3    | 4. Okt. 2015             | 27. Juli 2016                              |
| 17         | 4         | Folge 17        | Episodio 4    | 11. Okt. 2015            | 28. Juli 2016                              |
| 18         | 5         | Folge 18        | Episodio 5    | 11. Okt. 2015            | 29. Juli 2016                              |
| 19         | 6         | Folge 19        | Episodio 6    | 18. Okt. 2015            | 1. Aug. 2016                               |
| 20         | 7         | Folge 20        | Episodio 7    | 18. Okt. 2015            | 2. Aug. 2016                               |
| 21         | 8         | Folge 21        | Episodio 8    | 25. Okt. 2015            | 3. Aug. 2016                               |
| 22         | 9         | Folge 22        | Episodio 9    | 25. Okt. 2015            | 4. Aug. 2016                               |
| 23         | 10        | Folge 23        | Episodio 10   | 1. Nov. 2015             | 5. Aug. 2016                               |
| 24         | 11        | Folge 24        | Episodio 11   | 1. Nov. 2015             | 8. Aug. 2016                               |
| 25         | 12        | Folge 25        | Episodio 12   | 8. Nov. 2015             | 9. Aug. 2016                               |
| 26         | 13        | Folge 26        | Episodio 13   | 8. Nov. 2015             | 10. Aug. 2016                              |
| 27         | 14        | Folge 27        | Episodio 14   | 15. Nov. 2015            | 11. Aug. 2016                              |
| 28         | 15        | Folge 28        | Episodio 15   | 15. Nov. 2015            | 12. Aug. 2016                              |
| 29         | 16        | Folge 29        | Episodio 16   | 22. Nov. 2015            | 15. Aug. 2016                              |
| 30         | 17        | Folge 30        | Episodio 17   | 22. Nov. 2015            | 16. Aug. 2016                              |
| 31         | 18        | Folge 31        | Episodio 18   | 29. Nov. 2015            | 17. Aug. 2016                              |